# 万宝山镇
万宝山镇，是中华人民共和国黑龙江省绥化市安达市下辖的一个乡镇级行政单位。

## 行政区划
万宝山镇下辖以下地区：
爱国村、新民村、巨宝村、长山村、曙光村、福民村、中和村和兴晨村。

## 教育
初级中学
- 万宝山镇第一中学
- 万宝山镇第二中学

小学
- 爱国小学